# Potes

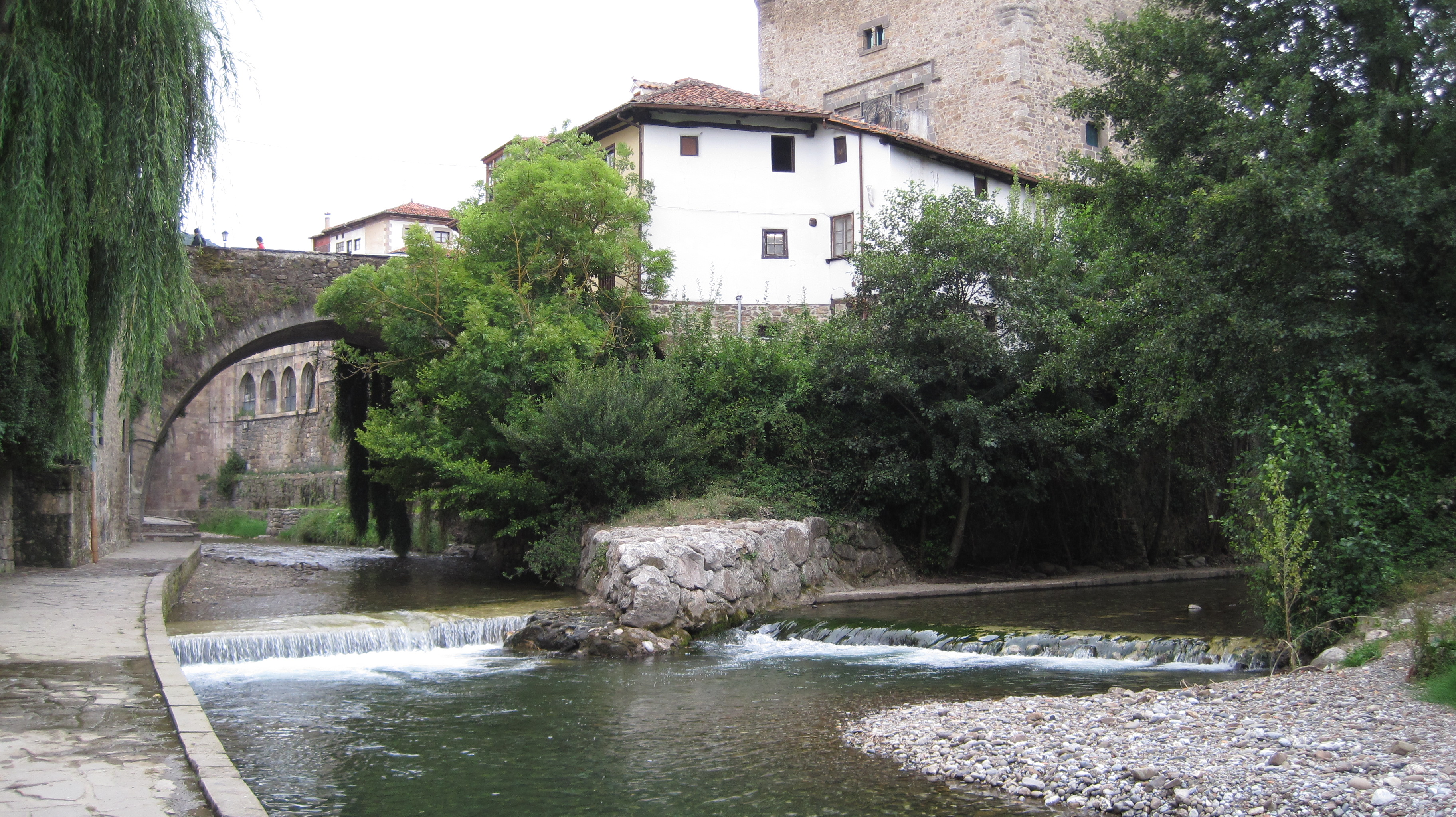
Potes – Zusammenfluss von Río Deva und Río Quiviesa

Potes ist ein Ort und eine Gemeinde mit 1.345 Einwohnern (Stand: 2024) in der autonomen Region Kantabrien im Norden Spaniens. Die Kleinstadt ist der Hauptort der Comarca Liébana und als Kulturgut (Bien de Interés Cultural) in der Kategorie Conjunto histórico-artístico anerkannt.

## Geografie

### Lage
Potes befindet sich auf knapp 300 Metern Höhe ü. d. M. im Schnittpunkt von vier Tälern und an der Einmündung des Flusses Quiviesa in den Río Deva, dessen Quelle sich in den Picos de Europa befindet. Potes liegt an der Nationalstraße N-621, die León über den San Glorio-Pass mit der kantabrischen Küste verbindet, und an der CA-184, die über den Piedrasluengas-Pass in die Provinz Palencia führt. Die nächstgelegene Großstadt ist das ca. 104 Kilometer (Fahrtstrecke) nordöstlich gelegene Santander.

### Klima
Wie der Rest des Bezirks Liébana, verfügt Potes über ein mediterranes Mikroklima, was u. a. den Anbau von Wein und anderen, für die Gebirgslage eigentlich untypischen Pflanzen ermöglicht.

## Bevölkerungsentwicklung
| Jahr      | 1960  | 1970  | 1981  | 1991  | 2001  | 2014  |
| Einwohner | 1.364 | 1.206 | 1.444 | 1.475 | 1.573 | 1.421 |

Bereits in der zweiten Hälfte des 19. Jahrhunderts hatte Potes stets über 1.000 Einwohner.

## Wirtschaft und Infrastruktur
Die Böden und das regenreiche, aber milde Klima eigneten sich gut zum Anbau von Getreide, Wein und Gemüse, wobei die Bewohner früherer Jahrhunderte diesbezüglich weitgehend als Selbstversorger lebten. Außerdem fungierte Potes als regionales Zentrum für Handel und Handwerk. Seit der Mitte des 20. Jahrhunderts entwickelte sich der Tourismus, der durch die Schaffung des Nationalparks Picos de Europa im Jahr 1995 eine nochmalige Belebung erfahren hat.

## Geschichte
Eine frühe Besiedlung des Gebietes ist wahrscheinlich, auch wenn Kelten, Römer, Westgoten und Mauren keine Spuren auf dem Gemeindegebiet hinterlassen haben. Der Ort wird erstmals in einer Urkunde des Jahres 847 unter dem Namen Pautes erwähnt; es ist die Zeit der beginnenden Rückeroberung (reconquista) und Wiederbesiedlung (repoblación) durch Christen aus Frankreich und anderen Teilen Mitteleuropas. Hundert Jahre später ist die Existenz einer Kirche unter dem Patrozinium des hl. Vinzenz (San Vicente) urkundlich belegt. Im ausgehenden Mittelalter war Potes Zankapfel zwischen den Adelshäusern der Manrique-Castañeda und Mendoza.

## Sehenswürdigkeiten

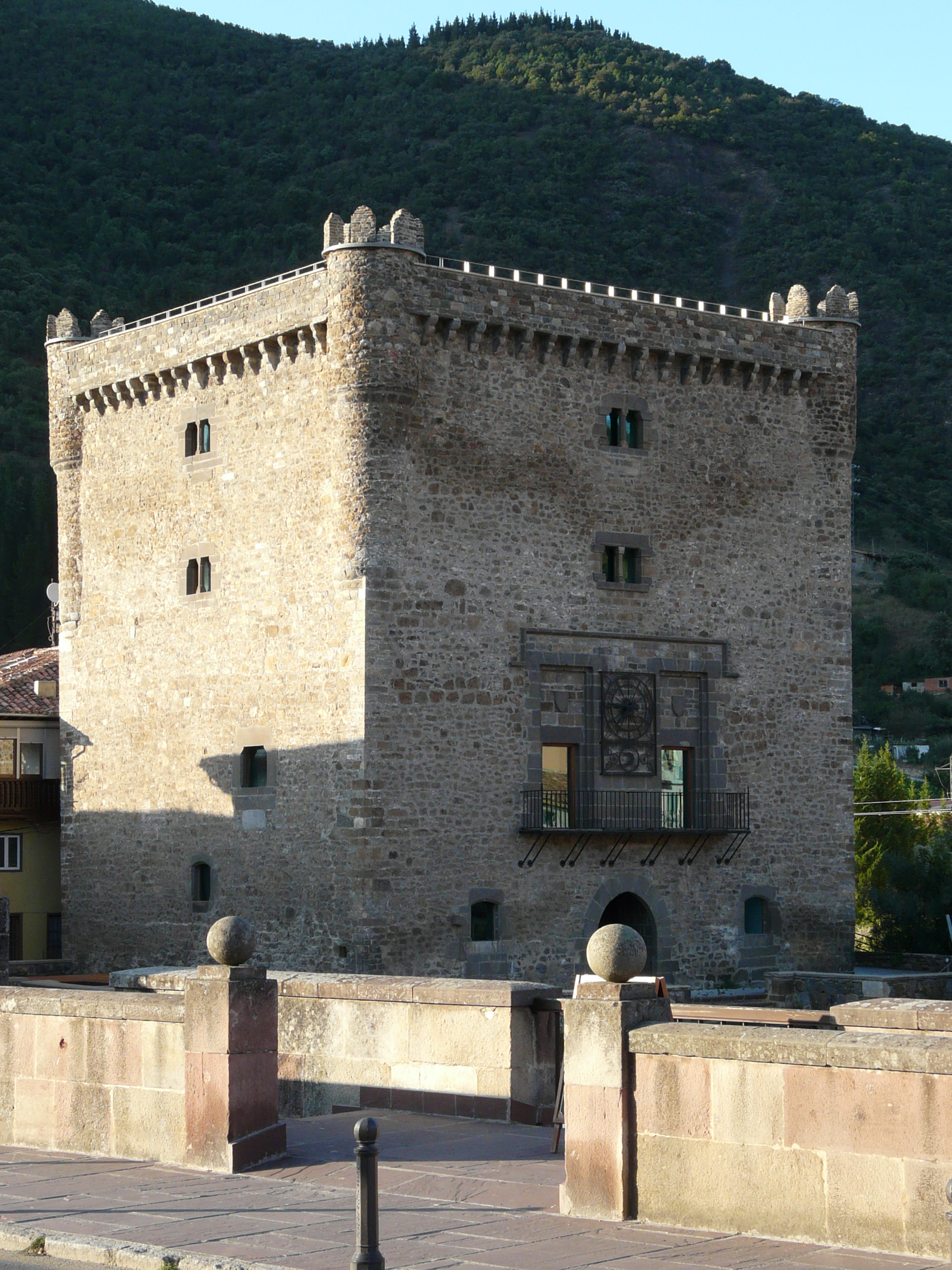
Torre del Infantado

Hauptsehenswürdigkeit des Ortes ist der historische Ortskern mit:
- Torre del Infantado (heute Rathaus)
- Eremita de la Virgen de Valmayor
- Iglesia de San Vicente
- Eremita de la Virgen del Camino
- Torre de Orejón de la Lama
- Eremita de San Cayetano
- Torres de Calseco, San Pedro y de La Familia Osorio
- Convento de San Raimundo

Umgebung
- Das nur etwa drei Kilometer westlich gelegene Kloster Santo Toribio de Liébana zieht jährlich viele spanische Touristen an.
- Ein Ausflug zur neun Kilometer nordöstlich gelegenen präromanischen Kirche Santa María de Lebeña ist ebenfalls zu empfehlen.
- Ein bekanntes Ausflugsziel ist auch das etwa 23 Kilometer westlich gelegene Hochtal Fuente Dé mit seiner Seilbahnstation.

## Gastronomie
Das bekannteste Gericht aus Potes ist der Kichererbseneintopf Cocido Lebaniego. Weitere Produkte aus Potes sind verschiedene Käsesorten, Honig und der Tresterschnaps Orujo, der aus dem im Tal angebauten Wein gebrannt wird.

## Persönlichkeiten
- Jesús de Monasterio (1826–1903), Geiger, Komponist, Dirigent und Musikpädagoge